# Amiina
Amiina (anteriormente "Amína e Aníma) é um quarteto Islandês formado por Hildur Ársælsdóttir, Edda Rún Ólafsdóttir, Maria Huld Markan Sigfúsdóttir e Sólrún Sumarliðadóttir. Elas se apresentam ao vivo freqüentemente, muitas vezes com Sigur Rós.
O estilo minimalista da banda incorpora elementos pós-modernos e clássicos, efeitos sonoros e música ambiente. A banda é mais conhecida pelo uso de muitos instrumentos em seus shows e pela constante troca de instrumentos e lugares entre os membros.